# Ејнџел Макотри
Ејнџел Лажуан Мекатри (рођена 10. септембра 1986. године у Балтимору) је америчка кошаркашица, игра на позицији крила и тренутно наступа за Атланту у ВНБА лиги као и либански тим из Антелије. Била је први пик на ВНБА драфту 2009. године и изабрана од стране клуба из Атланте. Стандардан је члан репрезентације САД-а са којим је освојила два олимпијска злата и две златне медаље на Светским првенствима. Играла је у неколико земаља света попу Турске, Русије, Словачке, Мађарске и Либана.

## Каријера
Ејнџел је колеџ каријеру провела на универзитету у Луивилу. У својој трећој сезони на колеџу направила је личне статистичке рекорде и у просеку била најбоља кошаркашица тима. У пвој утакмици сениорске године оборила је свој рекорд у постигнутим поенима. У децембру 2008. године забележила је свој други трипл-дабл против Универзитета Харфорд.

### Колеџ статистика
| Година   | Тим     | УТ  | Пое. | ПШ%  | 3П%  | СБ%  | СПУ  | АПУ | СПУ | БПУ | ППУ  |
| -------- | ------- | --- | ---- | ---- | ---- | ---- | ---- | --- | --- | --- | ---- |
| 2005–06  | Луивил  | 29  | 266  | 46,7 | 30,0 | 55,4 | 7,4  | 1,6 | 2,0 | 0,8 | 9,2  |
| 2006–07  | Луивил  | 35  | 754  | 50,8 | 37,0 | 72,2 | 10,3 | 1,7 | 3,2 | 1,6 | 21,5 |
| 2007–08  | Луивил  | 36  | 858  | 46,7 | 29,6 | 72,8 | 8,9  | 1,5 | 4,1 | 1,1 | 23,8 |
| 2008–09  | Луивил  | 39  | 901  | 43,7 | 30,7 | 74,3 | 9,3  | 1,9 | 4,2 | 1,1 | 23,1 |
| Каријера | Луивил] | 139 | 2779 | 46,7 | 31,9 | 71,3 | 9,1  | 1,7 | 3,5 | 1.2 | 20,0 |

### ВНБА
2009. године била је изабрана ка први пик у првој рунди ВНБА драфта од стране Атланте дрима. Са просеком од 12,8 поена по утакмици била је изабрана за најбољег новајлију у сезони. Следеће сезоне још више је побољшала своју статистику постижући просечно 21,1 поена по утакмици и предводећи свој тим до 19 победа и 15 пораза. Иако су регуалрни део завршиле на четвртом месту Источне конференције, Атланта је дошла до великог ВНБА финала где их је чекао тим из Сијетла. На путу до финала Ејнџел је постигла рекорд у плеј-офу са 42 поена у другој утакмици финала Источне конференције. Иако је у трећој утакмици финала постигла чак 35 поена то није било довољно па су изгубили серију од Сијетла са три везана пораза. Њен просек током плеј-офа је био 26,7 поена по утакмици.
Ејнцел је имала најбољу сезону каријере у сезони 2011. године, пошто је просечно постизала 21,6 поена, што је помогло Атланти да дође до 20 победа и 14 пораза у регуларном делу лиге, што је било довољно за треће место на Истоку. Те сезоне је први пут изабрана за утакмицу свих звезда. Опет је успела са тимом да дође до финала али су их ту чекале девојке из Минесоте линкса. У другој утакмици финала Ејнџел је направила рекорд ВНБА финала са постигнутих 19 поена у четвртини и укупно 38 поена, али им то није помогло да избегну пораз у серији и остнау без титуле.
Током сезоне 2012. Ејнџел је била суспендована од стране тима. Упркос суспензији она је и даље била изврсни стрелац са 21,4 поена по утакмици, али предводила целу лигу по просеку украдених лопти са 2,5 по утакмици. У плеј-офу Атланта је елиминасана од Индијане. 2013. године потписује нови вишегодишњи уговор. Та сезона је била веома успешна са просеком од 21,5 поена и 2,7 украдених лопти по утакмици. То је била четврта сезона за редом у којој је имала просек преко 20 поена. Опет је Атланта дошла до фиаала али је Минесота и овог пута била прејака.
У сезони 2014, Ејнџел је просечно постизала 18,5 поена, и завршила низ сезона са просеком преко 20 поена. Ипак и те сезоне је била изабрана за ол-стар. Атланта је по први пут у историји завршила на првом месту Источне конференције са 19 победа и 15 пораза, као једини тим на Истоку који је имао позитиван биланс броја победа. Међутим у плеј-офу су разочарали и прерано испали од екипе из Чикага.
2015. године поново је имала просек преко 20 поена по утакмици и четврти пут у каријери је изабрана за ол-стар утакмицу. Али овога пута Атланта се није пласирала у плеј-оф што је по први пут у њеној каријери  да није била у доигравању.
У 2016. години, Ејнџелин просек током сезоне је износио 19,5 поена. Успела је са половичним успехом односа победа и пораза да дођу до плеј-офа. Због промене формата у доигравању одмах у првом колу су се сусреле са јаким тимом из СИјетла. Ипак Атланта је победила у првој рунди а Ејнџел је предводила тим са 37 поена. Ипак испадају у другој рунди од тима из Чикага. Јануара 2017. објављено је да ће Ејнџел пропустити целу сезону 2017.

### Европа
Током пауза у ВНБА првенству она је у свакој сезони играла за неки тим из Европе. у Сезони 2009-2010. играла је у Словачкој за тим из Кошица. Након тога једне сезону је провела у мађарском тиму из Сопрона, да би од 2011. до 2015. године провела у тиму Фенербахчеа из Истанбула. Након тога једну сезона проводи у турској екипи Мерсин, а након тога и једну сезону у Динаму из Курска. Са Динамом је стигла до свој највећег клупског успеха а то је титула у Евролиги. 2017. године потписује уговор са тимом из Либана.

### Репрезентација
Ејнџел је 2009. године позвана на тренинг камп репрезентације, на које су се бирале девојке које ће предстваљати САД на Светском првенству 2010. године у Чешкој и Олимпијским играма у Лондону. Након тога су имали турнир у Русији куји је репрезентација САД освојила. Била је изабрана у базу од 20 кошаркашица које ће конкурисати за два наредна такмичења.
Била је изабрана међу дванаест кошаркашица које су путовале на Светко првенство 2010. у Чешкој Републици. Због згуснутог распореда у ВНБА лиги, репрезентација је имала само један дан припрема у Карловим Варима. Без обзира на то већ на првој утакмици су победили репрезентацију Грчке са 26 поена разлике. Тим је у првих пет утакмица наставио да доминира са победама од преко 20 поена разлике. Поред Ејнџел још неколико играча је постигло велики број поена у првим утакмицама а нарочито Дијана Таурази, Линдси Вејлен, Силвија Фаулз и Маја Мур. Шеста утакмица била је против непоражене репрезентације Аустралије, када је репрезентација САД била у вођству од 24 поенаали на крају победиле резултатом 83-75. Након тога су победиле следеће две утакмице за више од 30 поена разлике, а затим су се суочиле са домаћим тимом, репрезентацијом Чешке Републике. Америчка репрезентација је имала пет поена предности на полувремену, која је смањена и на три поена, али чехиње нису успеле да преломе. Репрезентација САД је освојила првенство и златну медаљу. Ејнџел је била други стрела репрезентације јер је у просеку постизала 11,3 поена по утакмици.
Маја је била међу 21 кошаркашицу које су конкурисале за женског олимпијски тим у кошарци. 20 професионалних женских кошаркашких играча, плус једна кошаркашица са колеџа (Бритни Грајнер). На крају је селектован амеђу 12 које су путовале у Лондон. Ејнџел је освојила златну медаљу са екипом САД-а,.
Била је део екипе која се такмичила на Светском првенству у Турској 2014. године и поново дошла до златне медаље.
Америчка репрезентација ју је убацила уекипу која је играла 2016. године на Олимпијским играма у Рио де Жанеиру, што је био њен други олимпијски турнир. Маја Мур је освојила другу златну медаљу, победом у финалу над Шпанијом 101:72.

## Статистика

### ВНБА

#### Регуларна сезона
| Сезона   | Екипа            | ОУ  | СУ  | МПУ  | ПШ%  | 3П%  | СБ%  | СПУ | АПУ | УПУ | БПУ | ППУ  |
| -------- | ---------------- | --- | --- | ---- | ---- | ---- | ---- | --- | --- | --- | --- | ---- |
| 2009     | Атланта          | 34  | 10  | 21,6 | 47,6 | 29,4 | 74,1 | 3,1 | 2,1 | 2,2 | 0,4 | 12,8 |
| 2010     | Атланта          | 34  | 34  | 30,7 | 40,8 | 26,2 | 80,3 | 4,9 | 3,1 | 1,9 | 0,6 | 21,1 |
| 2011     | Атланта          | 33  | 30  | 27.9 | 42,4 | 26,4 | 77,7 | 5,2 | 2,5 | 2,2 | 1,0 | 21.6 |
| 2012     | Атланта          | 24  | 17  | 29.9 | 44,7 | 33,7 | 80,0 | 5.0 | 2.9 | 2.5 | 1.1 | 21.4 |
| 2013     | Атланта          | 33  | 32  | 31,4 | 41,3 | 20,4 | 82,4 | 5.3 | 4.4 | 2.7 | 0.7 | 21.5 |
| 2014     | Атланта          | 31  | 29  | 31,3 | 42,0 | 29,5 | 80,9 | 5.2 | 3.6 | 2.3 | 0.3 | 18.5 |
| 2015     | Атланта          | 34  | 26  | 30,0 | 41,3 | 36,3 | 80,5 | 5.3 | 2.8 | 2.1 | 0.5 | 20.1 |
| 2016     | Атланта          | 33  | 32  | 30,0 | 43,4 | 30,2 | 78,8 | 5.7 | 2.8 | 1.5 | 0.7 | 19.5 |
| Каријера | 8 година, 1 team | 256 | 210 | 29,0 | 42,6 | 28,7 | 79,6 | 5.0 | 3.0 | 2.2 | 0.6 | 19.5 |

#### Плеј-оф
| Сезона   | Екипа           | ОУ | СУ | МПУ  | ПШ%  | 3П%  | СБ%  | СПУ | АПУ | УПУ | БПУ | ППУ  |
| -------- | --------------- | -- | -- | ---- | ---- | ---- | ---- | --- | --- | --- | --- | ---- |
| 2009     | Атланта         | 2  | 2  | 29,0 | 48,4 | 57,1 | 66,7 | 5,5 | 3,0 | 1.0 | 0,0 | 19,0 |
| 2010     | Атланта         | 7  | 7  | 30,9 | 46,2 | 45,5 | 79,7 | 5,4 | 2,3 | 2,0 | 0,6 | 26,7 |
| 2011     | Атланта         | 8  | 8  | 29,1 | 42,3 | 30,0 | 74,7 | 5,5 | 1.5 | 3.0 | 0.8 | 23,1 |
| 2012     | Атланта         | 3  | 3  | 33.3 | 41,2 | 25,0 | 81,8 | 5,7 | 3,3 | 2,3 | 1,3 | 18,0 |
| 2013     | Атланта         | 8  | 8  | 30,8 | 31,4 | 25,0 | 83,0 | 3,4 | 3.6 | 2.1 | 1.0 | 17,9 |
| 2014     | Атланта         | 3  | 3  | 35,2 | 43,3 | 44,4 | 92,3 | 6.0 | 3.3 | 2.6 | 0.3 | 26.7 |
| 2016     | Атланта         | 2  | 2  | 34.8 | 54,8 | 70,0 | 73,3 | 4.5 | 8,0 | 0.5 | 0.0 | 32.0 |
| Каријера | 7 година, 1 тим | 33 | 33 | 31,2 | 41,6 | 37,5 | 79,4 | 5.0 | 3.0 | 2.2 | 0.7 | 22,8 |

## Остало
Ејнџел је одрасла у Балтимору у Мериленду. 2015. године је потврдила наводе и признала своју сексуалну опредељеност, односно да је лезбејка. Она је објавила фотографију са својом љубавницом на Инстаграму и написала је поруку , "Били смо дискриминисани! Изгубили смо пријатеље! Чланови породице су били узнемирени! Рекли су да сам осрамотила своју религију! Једна ствар коју знам је да је ЉУБАВ сјајан осјећај! Мој последњи тим из иностранства запретио ми је и написао лажно писмо на друштвеним медијима, рекавши да је моја веза лаж. Али све што знам, Љубав је сјајан осећај! Разумем да сви судимо и то је у људској природи, али што више говорим са Богом, никада не осећам судбину обичног човека на спрату, чак и када имам сву моћ! Рекао ми је да падам, учим и растем јер је то живот. Али да увек држим своје срце чистим и потпуно верујем у њега. Све што знам љубав је сјајан осећај, а БОГ је Љубав. "